# Jean Dubacq
 (mai 2025).
Si vous disposez d'ouvrages ou d'articles de référence ou si vous connaissez des sites web de qualité traitant du thème abordé ici, merci de compléter l'article en donnant les références utiles à sa vérifiabilité et en les liant à la section « Notes et références ».
« Cimèze » redirige ici. Pour l’article homophone, voir Cimaise.
Jean Dubacq, né le 24 février 1923 à Choisy-le-Roi et mort le 5 septembre 2009 à Draveil, est un poète, essayiste et romancier français. Il a utilisé au cours de sa carrière les pseudonymes de Jean Cimèze, Jean Sébastien, Jean Ferry et R. Athépey.

## Biographie
Jean Dubacq est né dans une famille modeste. Son entrée dans le monde du  travail se traduit par diverses situations sans grand rapport les unes avec les autres qui vont de chaudronnier, d’agent des PTT et de la SNCF jusqu’à la Banque de France.
Si la poésie semble essentielle dans son œuvre, Jean Dubacq est aussi l'auteur de plusieurs romans, d’essais et d’ouvrages pour la jeunesse. On lui connaît aussi une activité de peintre : il hésite un temps entre littérature et peinture, pour n'en négliger finalement aucune. Sa production picturale porte principalement sur l'aquarelle. Essentiellement paysagiste, il traite aussi la nature morte et s'oriente dans sa dernière période vers la peinture de genre (groupe de sportifs, de musiciens..)
Son style littéraire se distingue avant tout par une prédilection pour les métaphores qui recherchent la justesse dans leur évocation. Poète dans le sillage de l’École de Rochefort, Jean Dubacq façonne pourtant une poésie très personnelle qui ne doit rien à quiconque. Dans ses romans, ses essais comme dans ses poèmes, son écriture allie richesse et fermeté.
Amateur de bons mots, Jean Dubacq adopte aussi, comme pseudonyme, « Jean Sébastien » car : « Jean Sébastien, c'est toujours du Bach ». Sous ce pseudonyme, il fait paraître dans la collection Série noire Un chat à la mer, un roman policier humoristique.
Son tempérament volontiers railleur et provocateur lui occasionne certaines déconvenues. Pourtant, il sait s’entourer d’amis fidèles comme les poètes Serge Wellens et José Millas-Martin, notamment à partir de 1965 lorsqu’il dirige la revue Iô, ou le romancier Pierre Naudin. Il est également, avec Gérard Murail, membre du comité de direction de la revue Phréatique au début des années 1980 et participe à la revue L'Atelier des remparts.  Il contribue aussi aux revues La Sape, 7 à dire, Les Hommes sans Épaules, ou encore Le Cerf volant (années 2000).

## Œuvre

### Signée Jean Dubacq

#### Poésie
- L’Homme physique (préface de Pierre Meyronne), éditions Millas-Martin, 1966
- Le Mot oiseau le mot visage, éditions Millas-Martin, 1978
- La Condition des soies  (Prix Louise Labé), éditions Groupe de recherches polypoétiques, 1986
- Comment pouvez-vous lire à présent ? Il fait nuit (Prix Louis-Guillaume), éditions Folle Avoine, 1992
- Tous les absents possibles, éditions Folle Avoine, 2001
- Les Joies testamentaires, éditions de l’Atlantique, 2009
- Divers poèmes dans les revues : Iô (dont il a été le directeur), éd. Phréatique, Autre Sud, Noah, etc.

#### Essais
- L’École de Rochefort (sous le pseudonyme de Jean Cimèze), 1952
- L’École de Rochefort, Poésie 1, librairie Saint-Germain-des-Prés, 1970
- Guillevic, éditions Tête de feuilles, 1972
- Une saison en Béarn : Autour de Paul-Jean Toulet, éditions Aubéron, 1996
- Ostende, édition Champs Vallon, 1985

#### Romans
- Les Dentelles de la guerre, éditions Grasset, 1961
- Le temps est un voyage, éditions Grasset, 1963
- L'Eau douce, éditions Têtes de feuilles, 1974
- Une banlieue douce, Jacques André éditeur, 2006 - réédition de L'Eau douce (1974)

#### Romans pour la jeunesse
- Le Petit Robot et la Tour Eiffel, éditions du Sorbier, 1984
- J’étais enfant sous la Révolution, éditions du Sorbier, 1988

### Poésie signée Jean Cimèze
- Le Cœur ébouillanté, éditions Millas-Martin, 1958

### Roman signé Jean Sébastien
- Un chat à la mer, éditions Gallimard, Série noire no 1258, 1969

### Roman signé R. Athépey
- Les Transports en commun, éditions Cypris, 1970

### Roman signé Jean Ferry
- La Fête nue, édition et publications premières, 1979